# 毒梟聖徒
《毒梟聖徒》，為2022年9月9日全球上線的Netflix韓國犯罪劇集，由《群盜：民亂的時代》、《北風》的尹鍾彬導演與《朝韓夢之隊》、《驅鬼特攻隊》、《北風》的權聖輝編劇合作打造。此劇講述在蘇利南經營事業的韓國商人姜仁久（河正宇飾），在別無選擇下只能冒著生命危險加入韓國國家情報院與美國緝毒局的聯合秘密任務，逮捕蘇國韓僑大毒梟全耀煥（黃晸珉飾）的故事。

## 演員陣容

### 主要人物
| 演員                    | 角色              | 介紹 |
| 河正宇 （少年：李孝濟） | 姜仁久            | 為了發財而前往蘇利南的企業家，最終卻陷入了毒品世界之中。                                                                   |
| 黃晸珉                  | 全耀煥            | 偽裝成韓國教會的牧師，實質上是個掌握蘇利南的韓僑大毒梟。                                                                   |
| 朴海秀                  | 崔昌浩            | 韓國國家情報院美洲分局探員，對外官銜為韓國駐美國大使館一等秘書，委託姜仁久協助抓捕全耀煥，並與美國緝毒局協調跨境搜捕行動。 |
| 趙祐鎮                  | 卞基泰 （金希源） | 中國朝鮮族，傳教師，全耀煥的得力助手。                                                                                     |
| 柳演錫                  | 朴大衛            | 全耀煥的顧問律師，也是犯罪組織的大腦。                                                                                     |
| 張震                    | 陳震              | 蘇利南華人黑幫老大，不甘心屈居在蘇利南毒品頭號毒梟全耀煥之下。                                                             |

### 姜仁久周邊人物
| 演員   | 角色   | 介紹                                               |
| 玄奉植 | 朴應守 | 姜仁久的老同學，說服姜仁久到蘇利南做鰩魚出口生意。 |
| 秋瓷炫 | 朴惠珍 | 姜仁久的妻子。                                     |
| 金瑞俊 | 姜亨柱 | 姜仁久的兒子。                                     |
| 沈惠妍 | 姜憫書 | 姜仁久的女兒。                                     |

### 全耀煥周邊人物
| 演員   | 角色   | 介紹                     |
| 金民貴 | 李相俊 | 執事，全耀煥的得力助手。 |
| 李鳳輦 | 鄭勸士 | 信仰全耀煥的狂熱分子。   |
| 安世彬 | 秀貞   | 信徒的女兒。             |

### 崔昌浩周邊人物
| 演員   | 角色   | 介紹                                                     |
| 高健漢 | 東宇   | 韓國國家情報院美洲分局探員、崔昌浩的部下。               |
| 宋英奎 | 朴鍾秀 | 韓國國家情報院美洲分局長，常駐華盛頓特區，崔昌浩的上司。 |
| 金詩賢 | 詩賢   | NIS特工，崔昌浩的後輩。                                  |

### 特別出演
| 演員   | 角色   | 介紹                                                             |
| 李聖旻 | 金船長 | 海豚號的船長。運送姜仁久的鰩魚回韓國時，在阿魯巴被進行貨物檢查。 |
| 金藝元 |        | 1993年與全耀煥一起開投資說明會詐騙的女子。                       |
| 張格秀 |        | 韓國國家安全企劃部課長。                                         |

## 争议
本作因為其將蘇利南描述為一個毒品氾濫的國家，在上映之後不久即引發該國政府的強烈不滿並向韓國政府提出了抗議。受此影響，兼轄蘇利南地區領事業務的韓國駐委內瑞拉大使館於2022年9月13日發布通知，稱因該作的播出，生活在蘇利南的韓國人可能會感到非常困擾，提醒滯蘇韓僑注意安全。

## 軼事
- 本劇所改編的事件是劇中提及的卡利集团販毒案

## 獎項榮譽
| 年份   | 颁奖礼               | 奖项                    | 入围者         | 结果 | 备注         |
| ------ | -------------------- | ----------------------- | -------------- | ---- | ------------ |
| 2023年 | 第21届韩国导演选择奖 | 影集部門 年度導演獎     | 尹鍾彬         | 獲獎 | [ 7 ] [ 8 ]  |
| 2023年 | 第21届韩国导演选择奖 | 影集部門 年度劇本獎     | 尹鍾彬、權聖輝 | 獲獎 | [ 7 ] [ 8 ]  |
| 2023年 | 第21届韩国导演选择奖 | 影集部門 年度男演員獎   | 朴海秀         | 提名 | [ 7 ] [ 8 ]  |
| 2023年 | 第21届韩国导演选择奖 | 影集部門 年度男演員獎   | 趙祐鎮         | 獲獎 | [ 7 ] [ 8 ]  |
| 2023年 | 第21届韩国导演选择奖 | 影集部門 年度男演員獎   | 河正宇         | 提名 | [ 7 ] [ 8 ]  |
| 2023年 | 第21届韩国导演选择奖 | 影集部門 年度男演員獎   | 黃晸珉         | 提名 | [ 7 ] [ 8 ]  |
| 2023年 | 第21届韩国导演选择奖 | 影集部門 年度新男演員獎 | 金民貴         | 獲獎 | [ 7 ] [ 8 ]  |
| 2023年 | 第59屆百想藝術大獎   | TV部門 男子配角賞       | 趙祐鎮         | 獲獎 | [ 9 ] [ 10 ] |
| 2023年 | 第2屆青龍系列大獎    | 電視劇部門 最優秀作品賞 | 《毒梟聖徒》   | 提名 | [ 11 ]       |
| 2023年 | 第2屆青龍系列大獎    | 電視劇部門 男主角賞     | 河正宇         | 獲獎 | [ 11 ]       |
| 2023年 | 第2屆青龍系列大獎    | 電視劇部門 男配角賞     | 趙祐鎮         | 提名 | [ 11 ]       |

## 外部連結
- 在Netflix上觀看《毒梟聖徒》
- Daum上《毒梟聖徒》的資料
- 互联网电影数据库（IMDb）上《毒梟聖徒》的资料（英文）
- 豆瓣电影上《毒梟聖徒》的資料 （简体中文）